# Klumben
Christian Kroman Andersen (født 27. november 1987), bedre kendt under kunstnernavnet Klumben er Producer og Dancehall-Rapper og kendt for sine fængende omkvæd og hurtige Dancehall-Rap.[kilde mangler] Han er sammen med bl.a. Kidd og Kesi en af de rappere der nåede hele Danmark via YouTube.
Klumben har ved flere lejligheder optrådt sammen med Raske Penge og TopGunn. Klumben har optrådt over hele Danmark, bland andet på Festivaler og Spillesteder som Grøn Koncert, Roskilde festival, Skanderborg Festival, Skive Festival, Langelandsfestival, Nibe Festival, Vig Festival, Samsø Festivalen, Jelling Festival, Train i Århus, Vega, Forbrændingen, Tobakken, Kulisselageret og Musikhuzet i Rønne.
Siden 2017 har han været en del af dansktopgruppen Humørekspressen.

## Historie
Klumben gjorde sig først bemærket i slutningen af 2010 med undergrundshittet "Kriminel"  der fik over 400.000 YouTube-visninger med en video af en sort skærm. Derefter medvirkede og producerede han nummeret "Rundt" fra Raske Penges første 7". På samme tid udgav Kontrafon også Klumbens første 7" med sangen "Lort" som også fik over 400.000 views. 
Klumben udgav den 26. april 2012 hans anmelderroste debut-ep "Fra Klumben Til Pladen" der blandt andet indeholdte numre som; Faxe Kondi, Hobby, Nat på Nørrebro og Dancehall Geni. Ep'en fik 5 stjerner i blandt andet Politiken, Soundvenue og Ekstra Bladet.
Fra Klumben Til Pladen blev i 2012 tildelt en Gaffa Pris for årets hiphop-udgivelse og i 2013 en Danish DJ Award for årets danske udgivelse.
Nummeret Faxe Kondi fra Klumbens Ep "Fra Klumben Til Pladen" der er featuring Raske Penge, blev i 2012 det helt store Danske Hit, og modtog en Gaffa Pris for Årets Danske Hit, en Zulu Award for Årets Danske Hit og en P3 Guld Pris for Årets LytterHit. 
Derudover blev Klumben i 2012 tildelt en Steppeulv for Årets LiveKoncert, der foregik på Roskilde Festival med Raske Penge og Livebandet 80'erne. 
Klumben er medskaber og medejer af pladeselskabet Cheff Records, der også består af bland andet Kidd, TopGunn, Eloq og Sukkerlyn.
Sammen med Pharfar, Chapper og Peter Lützen dannede han dansktopgruppen Humørekspressen i 2017. Gruppen har udgivet to albums og vundet flere priser ved Dansktop Prisen. Humørekspressen stillede op i Dansk Melodi Grand Prix 2019 med sangen "Dronning af Baren" den 23. februar i Jyske Bank Boxen i Herning, men de kom ikke videre til superfinalen.

## Diskografi
| År                                                       | Album                  | Højeste placering | Certificering |
| År                                                       | Album                  | DAN               | Certificering |
| -------------------------------------------------------- | ---------------------- | ----------------- | ------------- |
| 2012                                                     | Fra Klumben Til Pladen | 11                | —             |
| "—" markerer en udgivelse der ikke opnåede en placering. |                        |                   |               |

### Singler
- 2010: Kriminel [5]
- 2011: "Du en lort" / "Dancehall Stickup" (Pladeselskabet KONTRAFON)
- 2012: Hobby
- 2012: Faxe kondi (feat. Raske Penge)
- 2013: Missionen (feat. Raske Penge)
- 2013: Mit Hjerte (cover af Wayne Marshalls My Heart)
- 2016: SOS

### Andet
- "Nede Med Koldskål" (Smag på P3 feat. Klumben Niklas, Shaka Loveless, Mette Lax, Djämes Braun & Steggerbomben)
- "Røgsignaler" (Camilo & Grande feat. Klumben) 2014
- TÆT PÅ (per Vers feat Klumben) 2015
- Chancho Ting som du fandt (firehouse Feat Klumben) 2015